# Потери самолётов США над Северным Вьетнамом (сентябрь—октябрь 1966)
В данном списке перечислены американские самолёты, потерянные при выполнении боевых заданий над Северным Вьетнамом в ходе Вьетнамской войны в период с сентября по октябрь 1966 года. Приведены только потери, удовлетворяющие следующим условиям:
- потеря является безвозвратной, то есть самолёт уничтожен или списан из-за полученных повреждений;
- потеря понесена по боевым или небоевым причинам в регионе Юго-Восточной Азии (включая Северный Вьетнам, Южный Вьетнам, Лаос, Камбоджу, Таиланд, Японию, Китай) и связана с боевыми операциями против Северного Вьетнама (Демократической Республики Вьетнам);
- потерянный самолёт состоял на вооружении Военно-воздушных сил, Военно-морских сил, Корпуса морской пехоты или Армии Соединённых Штатов Америки;
- потеря произошла в период между 1 сентября и 31 октября 1966 года.

Список составлен на основе открытых источников. Приведённая в нём информация может быть неполной или неточной, а также может не соответствовать официальным данным министерств обороны США и СРВ. Тем не менее, в нём перечислены почти все самолёты, члены экипажей которых погибли или попали в плен. Неполнота связана в основном с теми самолётами, члены экипажей которых были эвакуированы поисково-спасательными службами США, а также с самолётами, потерянными вне пределов Северного Вьетнама (в этом случае не всегда возможно определить, была ли потеря связана с операциями именно против этой страны).
Список не затрагивает потери американской авиации, понесённые в операциях против целей на территории Южного Вьетнама, Лаоса и Камбоджи. Список составлялся без использования данных монографии Кристофера Хобсона «Vietnam Air Losses».

## Краткая характеристика периода
В сентябре—октябре 1966 года американская авиация продолжала бомбардировки Северного Вьетнама в рамках операции Rolling Thunder. Основной целью оставались склады горюче-смазочных материалов. Истребительная авиация Северного Вьетнама выполняла вылеты на перехват самолётов противника. 26 октября на авианосце «Орискани», находившемся в Тонкинском заливе, произошёл крупный пожар (44 погибших), после которого корабль вернулся в США для ремонта.

## Потери

### Сентябрь
- 1 сентября 1966 — F-104C «Старфайтер» (сер. номер 57-0913, 435-я тактическая истребительная эскадрилья ВВС США). Сбит зенитным огнём северо-западнее Донгхой. Пилот попал в плен и, очевидно, погиб во время допроса.
- 1 сентября 1966 — A-1E «Скайрейдер» (602-я эскадрилья специальных операций ВВС США). Сбит зенитным огнём над провинцией Куанг-Бинь в ходе поисково-спасательной операции. Пилот погиб.
- 1 сентября 1966 — A-1E «Скайрейдер» (602-я эскадрилья специальных операций ВВС США). Подбит зенитным огнём в ходе поисково-спасательной операции и упал на территории Таиланда. Пилот спасён.
- 3 сентября 1966 — F-105D «Тандерчиф» (сер. номер 62-4304, 13-я тактическая истребительная эскадрилья ВВС США). Подбит зенитным огнём, упал в Тонкинский залив. Пилот спасён.
- 4 сентября 1966 — F-105D «Тандерчиф» (сер. номер 62-4369, 357-я тактическая истребительная эскадрилья ВВС США). Сбит зенитным огнём в районе Нгуен-Кхе. Пилот попал в плен.
- 4 сентября 1966 — F-105D «Тандерчиф» (сер. номер 61-0085, 354-я тактическая истребительная эскадрилья ВВС США). Сбит зенитным огнём в районе Нгуен-Кхе. Пилот попал в плен.
- 4 сентября 1966 — F-4C «Фантом» II (сер. номер 63-7561, 555-я тактическая истребительная эскадрилья ВВС США). Сбит ЗРК юго-западнее Тэйнгуен. Один член экипажа попал в плен, другой погиб.
- 5 сентября 1966 — F-8E «Крусейдер» (номер 150896, 111-я истребительная эскадрилья ВМС США). Сбит истребителем МиГ-17 северо-западнее Нинь-Бинь. Пилот попал в плен.
- 5 сентября 1966 — F-105D «Тандерчиф» (сер. номер 60-0495, 354-я тактическая истребительная эскадрилья ВВС США). Сбит зенитным огнём западнее Донгхой. Пилот спасён.
- 6 сентября 1966 — RF-8G «Крусейдер» (номер 144624, 62-я эскадрилья фоторазведки ВМС США). Упал в Тонкинский залив в районе Тханьхоа по неизвестной причине. Пилот погиб.
- 9 сентября 1966 — F-105D «Тандерчиф» (сер. номер 62-4275, ВВС США). Сбит зенитным огнём севернее Кеп. Пилот попал в плен.
- 10 сентября 1966 — F-4C «Фантом» II (сер. номер 64-0832, 433-я тактическая истребительная эскадрилья ВВС США). Сбит ЗРК в районе Ханоя. Оба члена экипажа попали в плен.
- 10 сентября 1966 — A-1E «Скайрейдер» (сер. номер 52-132675, 1-я эскадрилья воздушных коммандос ВВС США). Сбит севернее демилитаризованной зоны. Пилот катапультировался и погиб при невыясненных обстоятельствах.
- 12 сентября 1966 — F-105D «Тандерчиф» (сер. номер 61-0201, 469-я тактическая истребительная эскадрилья ВВС США). Сбит ЗРК или зенитным огнём северо-западнее Винь. Пилот попал в плен.
- 12—13 сентября 1966 (ночь) — A-4C «Скайхок» (номер 147763, 153-я штурмовая эскадрилья ВМС США). Столкнулся с землёй по неизвестным причинам в районе Тханьхоа во время ночного вылета. Пилот погиб.
- 14 сентября 1966 — A-1H «Скайрейдер» (номер 139756, 25-я штурмовая эскадрилья ВМС США). Сбит ЗРК в районе Винь. Пилот погиб.
- 14 сентября 1966 — F-105D «Тандерчиф» (сер. номер 62-4306, 421-я тактическая истребительная эскадрилья ВВС США). Сбит зенитным огнём в районе Бак-Нинь. Пилот спасён.
- 16 сентября 1966 — F-4C «Фантом» II (сер. номер 63-7643, 555-я тактическая истребительная эскадрилья ВВС США). Сбит истребителем МиГ-17 под управлением Лаа Хай Чао. Пилот майор Д.Л.Робертсон погиб, оператор 1-й лейтенант Бачанан попал в плен.
- 17 сентября 1966 — F-105D «Тандерчиф» (сер. номер 62-4280, ВВС США). Сбит зенитным огнём в районе Као-Нунг. Пилот погиб.
- 17 сентября 1966 — F-105D «Тандерчиф» (сер. номер 61-0191, 13-я тактическая истребительная эскадрилья ВВС США). Подбит зенитным огнём в районе Кеп, упал за пределами территории Северного Вьетнама. Пилот спасён.
- 19 сентября 1966 — F-4B «Фантом» II (номер 152985, 154-я истребительная эскадрилья ВМС США). Пропал в ночном вылете в районе Тханьхоа, возможно, сбит ЗРК. Оба члена экипажа считаются погибшими.
- 19 сентября 1966 — F-4B «Фантом» II (номер 152315, 151-я истребительная эскадрилья ВМС США). Небоевая потеря. Оба члена экипажа погибли.
- 19 сентября 1966 — F-105D «Тандерчиф» (сер. номер 62-4287, 13-я тактическая истребительная эскадрилья ВВС США). Сбит зенитным огнём в районе Кеп. Пилот попал в плен.
- 19 сентября 1966 — F-4C «Фантом» II (сер. номер 63-7687, 555-я тактическая истребительная эскадрилья ВВС США). Подбит зенитным огнём, получил повреждения во время посадки на авиабазе в Южном Вьетнаме и списан. Члены экипажа не пострадали.
- 20—21 сентября 1966 (ночь) — F-4B «Фантом» II (номер 152973, 21-я истребительная эскадрилья ВМС США). Пропал над Тонкинским заливом вскоре после взлёта с авианосца. Оба члена экипажа считаются погибшими.
- 21 сентября 1966 — F-4C «Фантом» II (сер. номер 63-7642, 433-я тактическая истребительная эскадрилья ВВС США). Сбит истребителем МиГ-17Ф под управлением Нгуен Биена (923 ИАП). Пилот капитан Р.Г.Келлемс и оператор 1-й лейтенант Дж.У.Томас спасены.
- 21 сентября 1966 — F-105D «Тандерчиф» (сер. номер 62-4371, 357-я тактическая истребительная эскадрилья ВВС США). Сбит в районе Бак-Нинь истребителем МиГ-21ПФ под управлением Ва Нгок Диня по вьетнамским данным или зенитным огнём по американским. Пилот Глендон Л. Эммон погиб при невыясненных обстоятельствах.
- 22 сентября 1966 — A-1H «Скайрейдер» (номер 135239, 176-я штурмовая эскадрилья ВМС США). Сбит зенитным огнём, упал в Тонкинский залив. Пилот Charles Allen Knochel катапультировался и, вероятно, потеряв сознание, утонул.
- 25 сентября 1966 — F-105D «Тандерчиф» (сер. номер 62-4341, 469-я тактическая истребительная эскадрилья ВВС США). Сбит зенитным огнём в районе Кеп. Пилот погиб (вероятно, после катапультирования).
- 26 сентября 1966 — F-105D «Тандерчиф» (сер. номер 61-0186, 13-я тактическая истребительная эскадрилья ВВС США). Сбит зенитным огнём северо-западнее Тэйнгуен. Пилот попал в плен.
- 27 сентября 1966 — RF-4C «Фантом» II (16-я тактическая разведывательная эскадрилья ВВС США). Пропал во время ночного вылета севернее демилитаризованной зоны. Оба члена экипажа считаются погибшими.
- 29 сентября 1966 — F-4C «Фантом» II (сер. номер 64-0736, 497-я тактическая истребительная эскадрилья ВВС США). Сбит зенитным огнём. Один член экипажа погиб, другой погиб при катапультировании.

### Октябрь
- 1 октября 1966 — F-105D «Тандерчиф» (сер номер 60-0483, ВВС США). Сбит зенитным огнём в районе Ван-Лок. Пилот попал в плен.
- 2 октября 1966 — F-4C «Фантом» II (сер. номер 64-0821, 497-я тактическая истребительная эскадрилья ВВС США). Потерян в результате взрыва боевой нагрузки, по другой версии, сбит зенитным огнём, упал в Тонкинский залив. Оба члена экипажа спасены.
- 4 октября 1966 — A-4C «Скайхок» (номер 147737, 22-я штурмовая эскадрилья ВМС США). Сбит зенитным огнём. Пилот попал в плен.
- 5 октября 1966 — A-1H «Скайрейдер» (номер 137610, 152-я штурмовая эскадрилья ВМС США). Пропал при полёте в густой облачности над Тонкинским заливом. Пилот считается погибшим.
- 5 октября 1966 — F-4C «Фантом» II (сер. номер 64-0702, 433-я тактическая истребительная эскадрилья ВВС США). Потерян над провинцией Нгия-Ло; по американской версии, сбит истребителем МиГ-21, что противоречит вьетнамским данным и обстоятельствам потери. Один член экипажа спасён, другой погиб.
- 6 октября 1966 — B-57 «Канберра» (ВВС США). Информации о причине потери нет. Один член экипажа спасён, другой попал в плен.
- 7 октября 1966 — F-4C «Фантом» II (сер. номер 63-7486, 497-я тактическая истребительная эскадрилья ВВС США). Сбит в ночном вылете. Оба члена экипажа погибли.
- 8 октября 1966 — A-1H «Скайрейдер» (номер 137629, 152-я штурмовая эскадрилья ВМС США). Сбит зенитным огнём над провинцией Тханьхоа. Пилот погиб.
- 9 октября 1966 — F-4B «Фантом» II (номер 152993, 154-я истребительная эскадрилья ВМС США). Сбит в районе Фу-Ли истребителем МиГ-21 по вьетнамским данным или зенитным огнём по американским. Оба члена экипажа попали в плен.
- 10 октября 1966 — A-4E «Скайхок» (номер 151150, 23-я штурмовая эскадрилья ВМС США). Столкнулся с землёй по неизвестной причине. Пилот погиб.
- 12 октября 1966 — A-1H «Скайрейдер» (номер 135323, 25-я штурмовая эскадрилья ВМС США). Сбит зенитным огнём южнее Тханьхоа. Пилот попал в плен.
- 12 октября 1966 — A-4E «Скайхок» (номер 152075, 164-я штурмовая эскадрилья ВМС США). Сбит ЗРК над провинцией Нге-Ан. Пилот погиб.
- 13 октября 1966 — F-4C «Фантом» II (сер. номер 64-0654, 480-я тактическая истребительная эскадрилья ВВС США). Столкнулся с землёй во время атаки наземной цели севернее демилитаризованной зоны. Оба члена экипажа погибли.
- 14 октября 1966 — A-1H «Скайрейдер» (номер 139731, 152-я штурмовая эскадрилья ВМС США). Столкнулся с землёй во время атаки наземной цели в ночных условиях. Пилот погиб.
- 14 октября 1966 — F-105D «Тандерчиф» (сер. номер 62-4391, 354-я тактическая истребительная эскадрилья ВВС США). Сбит зенитным огнём северо-западнее Винь. Пилот спасён.
- 18 октября 1966 — HU-16 «Альбатрос» (сер. номер 51-7145, 37-я воздушно-космическая поисково-спасательная эскадрилья ВВС США). Пропал над Тонкинским заливом в плохую погоду. Все 7 членов экипажа считаются погибшими.
- 20 октября 1966 — A-4C «Скайхок» (номер 148592, 153-я штурмовая эскадрилья ВМС США). Сбит зенитным огнём в районе Намдинь. Пилот погиб.
- 20 октября 1966 — A-4C «Скайхок» (номер 147775, 172-я штурмовая эскадрилья ВМС США). Сбит зенитным огнём. Пилот погиб.
- 21 октября 1966 — F-105D «Тандерчиф» (сер. номер 61-0057, 469-я тактическая истребительная эскадрилья ВВС США). Потерян над провинцией Куанг-Бинь, предположительно сбит зенитным огнём. Пилот погиб.
- 22 октября 1966 — RA-5C «Виджилент» (6-я тяжёлая разведывательная эскадрилья ВМС США). Сбит ЗРК. Оба члена экипажа погибли.
- 22 октября 1966 — F-4B «Фантом» II (номер 151009, 161-я истребительная эскадрилья ВМС США). Сбит зенитным огнём. Один член экипажа спасён, другой погиб.
- 27 октября 1966 — F-105D «Тандерчиф» (сер. номер 62-4396, 333-я тактическая истребительная эскадрилья ВВС США). Сбит зенитным огнём в районе Куанг-Кхе. Пилот погиб.

## Общая статистика
По состоянию на 21 марта 2025 года в списке перечислены следующие потери:
| Самолёты           | #  |
| A-1                | 9  |
| A-4                | 6  |
| B-57               | 1  |
| F-4                | 16 |
| F-8                | 2  |
| F-104              | 1  |
| F-105              | 17 |
| HU-16              | 1  |
| RA-5C              | 1  |
| Итого: 54 самолёта |    |

Эти данные не являются полными и могут меняться по мере дополнения списка.